# Liste de lieux et monuments de Naantali
Cet article liste des lieux et monuments de Naantali en Finlande.

## Architecture

### Édifices religieux
- Église de Naantali
- Église de Merimasku
- Monastère de Naantali
- Église de Rymättylä
- Église de Velkua
- Presbytère de Naantali (fi)

### Transports
- Pont de Kirkonsalmi
- Pont de Kirveenrauma
- Pont de Naantalinsalmi
- Pont de Särkänsalmi
- Pont d'Ukko-Pekka
- Tunnel de Kuparivuori
- Port de Naantali
- Kantatie 40
- Voie de Lövskär–Isokari (fi)
- Voie rapide de Naantali
- Ligne de Naantali
- Voie maritime de Naantali
- Seututie 189
- Yhdystie 1890
- Yhdystie 1893
- Yhdystie 1930
- Yhdystie 1931

### Sports
- Aurinko Golf (fi)
- Aurinkoareena (fi)
- Courts de tennis de Kirkkopuisto (fi)
- Kultaranta Golf (fi)
- Terrain de sport de Kuparivuori (fi)
- Salle de sport de Maijamäki

### Résidences
- Manoir de Lapila (fi)
- Maison de Lookila (fi)
- Manoir de Luolala
- Maison Lydén (fi)
- Manoir de Maanpää (fi)

- Manoir de Poikko (fi)
- Manoir de Soininen (fi)
- Stor-Taipale (fi)

### Autres
- Chantier de réparation navale
- Kultaranta
- Village insulaire de Merimasku (fi)
- Muumimaailma
- Mairie de Naantali
- Hôtel d'hydrothérapie de Naantali
- Silos à grains de Naantali
- Immeuble de bureaux de Naantali (fi)
- Centrale électrique de Naantali
- Usine de lubrifiants de Naantali (fi)
- Centre de recherche piscicole de Rymättylä (fi)
- Tour de contrôle aérien de Karhuvuori (fi)
- Raffinerie de Naantali (fi)

## Lieux

### Places et rues
- Mannerheiminkatu (fi)
- Satakunnantie

### Parcs, cimetières
- Cimetière de Hakapelto
- Parc de l'indépendance (fi)
- Parc de Nunnalahti (fi)
- Parc de Lahnalahti (fi)

### Colĺines
- Ajonpää
- Kaasavuori (fi)
- Kattilanvuori (fi)
- Luikkionvuori (fi)
- Luonnonmaan linnavuori (fi)
- Rantavuori (fi)
- Uutiskuvanvuori
- Venkavuori (fi)
- Villivuori (fi)

## Culture

### Éducation
- École de Karvetti
- École de Lietsala
- École de Maijamäki
- École de Merimasku
- Institut professionnel de Naantali (fi)
- Lycée de Naantali (fi)
- École de Suopelto
- École de Taimo
- École de Velkua

### Musées
- Maison Haartman
- Musée de Naantali (fi)
- Centre de la tradition du hareng Dikseli

### Autres
- Théâtre Emma (fi)
- Bibliothèque de Naantali (fi)
- Théâtre de la mer (fi)
- Théâtre de Naantali (fi)